# Список астероїдів (180101—180200)
| Назва               | Тимчасове позначення | Дата відкриття  | Місце відкриття           | Відкривач                 |
| ------------------- | -------------------- | --------------- | ------------------------- | ------------------------- |
| (180101) 2003 FB3   | 2003 FB3             | 24 березня 2003 | Сокорро (Нью-Мексико)     | LINEAR                    |
| (180102) 2003 FN3   | 2003 FN3             | 24 березня 2003 | Сокорро (Нью-Мексико)     | LINEAR                    |
| (180103) 2003 FX6   | 2003 FX6             | 26 березня 2003 | Обсерваторія Столова Гора | Дж. Янґ                   |
| (180104) 2003 FN11  | 2003 FN11            | 23 березня 2003 | Обсерваторія Кітт-Пік     | Spacewatch                |
| (180105) 2003 FB12  | 2003 FB12            | 24 березня 2003 | Обсерваторія Кітт-Пік     | Spacewatch                |
| (180106) 2003 FB19  | 2003 FB19            | 24 березня 2003 | Обсерваторія Галеакала    | NEAT                      |
| (180107) 2003 FH22  | 2003 FH22            | 25 березня 2003 | Каталінський огляд        | Каталінський огляд        |
| (180108) 2003 FU23  | 2003 FU23            | 23 березня 2003 | Обсерваторія Кітт-Пік     | Spacewatch                |
| (180109) 2003 FT26  | 2003 FT26            | 24 березня 2003 | Обсерваторія Кітт-Пік     | Spacewatch                |
| (180110) 2003 FP27  | 2003 FP27            | 24 березня 2003 | Обсерваторія Кітт-Пік     | Spacewatch                |
| (180111) 2003 FB28  | 2003 FB28            | 24 березня 2003 | Обсерваторія Кітт-Пік     | Spacewatch                |
| (180112) 2003 FW28  | 2003 FW28            | 24 березня 2003 | Обсерваторія Галеакала    | NEAT                      |
| (180113) 2003 FN31  | 2003 FN31            | 23 березня 2003 | Обсерваторія Кітт-Пік     | Spacewatch                |
| (180114) 2003 FN34  | 2003 FN34            | 23 березня 2003 | Обсерваторія Кітт-Пік     | Spacewatch                |
| (180115) 2003 FC40  | 2003 FC40            | 24 березня 2003 | Обсерваторія Кітт-Пік     | Spacewatch                |
| (180116) 2003 FG44  | 2003 FG44            | 23 березня 2003 | Обсерваторія Кітт-Пік     | Spacewatch                |
| (180117) 2003 FW46  | 2003 FW46            | 24 березня 2003 | Обсерваторія Кітт-Пік     | Spacewatch                |
| (180118) 2003 FN48  | 2003 FN48            | 24 березня 2003 | Обсерваторія Кітт-Пік     | Spacewatch                |
| (180119) 2003 FA49  | 2003 FA49            | 24 березня 2003 | Обсерваторія Кітт-Пік     | Spacewatch                |
| (180120) 2003 FD50  | 2003 FD50            | 24 березня 2003 | Обсерваторія Галеакала    | NEAT                      |
| (180121) 2003 FZ52  | 2003 FZ52            | 25 березня 2003 | Паломарська обсерваторія  | NEAT                      |
| (180122) 2003 FL53  | 2003 FL53            | 25 березня 2003 | Паломарська обсерваторія  | NEAT                      |
| (180123) 2003 FQ53  | 2003 FQ53            | 25 березня 2003 | Паломарська обсерваторія  | NEAT                      |
| (180124) 2003 FQ60  | 2003 FQ60            | 26 березня 2003 | Паломарська обсерваторія  | NEAT                      |
| (180125) 2003 FH63  | 2003 FH63            | 26 березня 2003 | Паломарська обсерваторія  | NEAT                      |
| (180126) 2003 FC65  | 2003 FC65            | 26 березня 2003 | Паломарська обсерваторія  | NEAT                      |
| (180127) 2003 FF68  | 2003 FF68            | 26 березня 2003 | Паломарська обсерваторія  | NEAT                      |
| (180128) 2003 FM68  | 2003 FM68            | 26 березня 2003 | Паломарська обсерваторія  | NEAT                      |
| (180129) 2003 FF71  | 2003 FF71            | 26 березня 2003 | Обсерваторія Кітт-Пік     | Spacewatch                |
| (180130) 2003 FK74  | 2003 FK74            | 26 березня 2003 | Обсерваторія Галеакала    | NEAT                      |
| (180131) 2003 FX74  | 2003 FX74            | 26 березня 2003 | Паломарська обсерваторія  | NEAT                      |
| (180132) 2003 FL86  | 2003 FL86            | 28 березня 2003 | Обсерваторія Кітт-Пік     | Spacewatch                |
| (180133) 2003 FM86  | 2003 FM86            | 28 березня 2003 | Обсерваторія Кітт-Пік     | Spacewatch                |
| (180134) 2003 FE89  | 2003 FE89            | 29 березня 2003 | Станція Андерсон-Меса     | LONEOS                    |
| (180135) 2003 FV89  | 2003 FV89            | 29 березня 2003 | Станція Андерсон-Меса     | LONEOS                    |
| (180136) 2003 FX102 | 2003 FX102           | 26 березня 2003 | Обсерваторія Павелла      | Мітч Ґлейзі               |
| (180137) 2003 FD103 | 2003 FD103           | 24 березня 2003 | Обсерваторія Кітт-Пік     | Spacewatch                |
| (180138) 2003 FE103 | 2003 FE103           | 24 березня 2003 | Обсерваторія Кітт-Пік     | Spacewatch                |
| (180139) 2003 FB108 | 2003 FB108           | 31 березня 2003 | Обсерваторія Кітт-Пік     | Spacewatch                |
| (180140) 2003 FE117 | 2003 FE117           | 24 березня 2003 | Обсерваторія Кітт-Пік     | Spacewatch                |
| 180141 Sperauskas   | 2003 FA123           | 26 березня 2003 | Молетайська обсерваторія  | К. Серніс, Й. Зданавісіус |
| (180142) 2003 FH123 | 2003 FH123           | 27 березня 2003 | Обсерваторія Кітт-Пік     | Spacewatch                |
| (180143) 2003 FE124 | 2003 FE124           | 30 березня 2003 | Обсерваторія Кітт-Пік     | Марк Буї                  |
| (180144) 2003 GV5   | 2003 GV5             | 1 квітня 2003   | Сокорро (Нью-Мексико)     | LINEAR                    |
| (180145) 2003 GU7   | 2003 GU7             | 2 квітня 2003   | Сокорро (Нью-Мексико)     | LINEAR                    |
| (180146) 2003 GL8   | 2003 GL8             | 3 квітня 2003   | Станція Андерсон-Меса     | LONEOS                    |
| (180147) 2003 GL9   | 2003 GL9             | 2 квітня 2003   | Сокорро (Нью-Мексико)     | LINEAR                    |
| (180148) 2003 GB14  | 2003 GB14            | 4 квітня 2003   | Станція Андерсон-Меса     | LONEOS                    |
| (180149) 2003 GK15  | 2003 GK15            | 3 квітня 2003   | Станція Андерсон-Меса     | LONEOS                    |
| (180150) 2003 GQ16  | 2003 GQ16            | 3 квітня 2003   | Обсерваторія Галеакала    | NEAT                      |
| (180151) 2003 GS16  | 2003 GS16            | 4 квітня 2003   | Обсерваторія Кітт-Пік     | Spacewatch                |
| (180152) 2003 GK22  | 2003 GK22            | 6 квітня 2003   | Обсерваторія Дезерт-Іґл   | Вільям Йон                |
| (180153) 2003 GK25  | 2003 GK25            | 4 квітня 2003   | Обсерваторія Кітт-Пік     | Spacewatch                |
| (180154) 2003 GN31  | 2003 GN31            | 8 квітня 2003   | Обсерваторія Кітт-Пік     | Spacewatch                |
| (180155) 2003 GF38  | 2003 GF38            | 8 квітня 2003   | Сокорро (Нью-Мексико)     | LINEAR                    |
| (180156) 2003 GJ39  | 2003 GJ39            | 9 квітня 2003   | Обсерваторія Кітт-Пік     | Spacewatch                |
| (180157) 2003 GU50  | 2003 GU50            | 8 квітня 2003   | Обсерваторія Галеакала    | NEAT                      |
| (180158) 2003 GT53  | 2003 GT53            | 3 квітня 2003   | Станція Андерсон-Меса     | LONEOS                    |
| (180159) 2003 GE54  | 2003 GE54            | 3 квітня 2003   | Станція Андерсон-Меса     | LONEOS                    |
| (180160) 2003 GR54  | 2003 GR54            | 3 квітня 2003   | Станція Андерсон-Меса     | LONEOS                    |
| (180161) 2003 GU55  | 2003 GU55            | 11 квітня 2003  | Обсерваторія Кітт-Пік     | Spacewatch                |
| (180162) 2003 HM2   | 2003 HM2             | 25 квітня 2003  | Сокорро (Нью-Мексико)     | LINEAR                    |
| (180163) 2003 HZ2   | 2003 HZ2             | 24 квітня 2003  | Обсерваторія Кітт-Пік     | Spacewatch                |
| (180164) 2003 HP6   | 2003 HP6             | 25 квітня 2003  | Обсерваторія Кітт-Пік     | Spacewatch                |
| (180165) 2003 HX6   | 2003 HX6             | 24 квітня 2003  | Обсерваторія Кітт-Пік     | Spacewatch                |
| (180166) 2003 HN10  | 2003 HN10            | 25 квітня 2003  | Станція Андерсон-Меса     | LONEOS                    |
| (180167) 2003 HP10  | 2003 HP10            | 25 квітня 2003  | Обсерваторія Кітт-Пік     | Spacewatch                |
| (180168) 2003 HJ15  | 2003 HJ15            | 26 квітня 2003  | Обсерваторія Галеакала    | NEAT                      |
| (180169) 2003 HU15  | 2003 HU15            | 26 квітня 2003  | Сокорро (Нью-Мексико)     | LINEAR                    |
| (180170) 2003 HE23  | 2003 HE23            | 26 квітня 2003  | Обсерваторія Галеакала    | NEAT                      |
| (180171) 2003 HD31  | 2003 HD31            | 26 квітня 2003  | Обсерваторія Кітт-Пік     | Spacewatch                |
| (180172) 2003 HX32  | 2003 HX32            | 29 квітня 2003  | Сокорро (Нью-Мексико)     | LINEAR                    |
| (180173) 2003 HU40  | 2003 HU40            | 29 квітня 2003  | Сокорро (Нью-Мексико)     | LINEAR                    |
| (180174) 2003 HN42  | 2003 HN42            | 28 квітня 2003  | Сокорро (Нью-Мексико)     | LINEAR                    |
| (180175) 2003 HK45  | 2003 HK45            | 29 квітня 2003  | Сокорро (Нью-Мексико)     | LINEAR                    |
| (180176) 2003 HP54  | 2003 HP54            | 24 квітня 2003  | Станція Андерсон-Меса     | LONEOS                    |
| (180177) 2003 JR1   | 2003 JR1             | 1 травня 2003   | Сокорро (Нью-Мексико)     | LINEAR                    |
| (180178) 2003 JU2   | 2003 JU2             | 1 травня 2003   | Обсерваторія Кітт-Пік     | Spacewatch                |
| (180179) 2003 JM8   | 2003 JM8             | 2 травня 2003   | Сокорро (Нью-Мексико)     | LINEAR                    |
| (180180) 2003 JC18  | 2003 JC18            | 9 травня 2003   | Сокорро (Нью-Мексико)     | LINEAR                    |
| (180181) 2003 KD12  | 2003 KD12            | 27 травня 2003  | Станція Андерсон-Меса     | LONEOS                    |
| (180182) 2003 LF4   | 2003 LF4             | 3 червня 2003   | Сокорро (Нью-Мексико)     | LINEAR                    |
| (180183) 2003 MC    | 2003 MC              | 21 червня 2003  | Сокорро (Нью-Мексико)     | LINEAR                    |
| (180184) 2003 ML5   | 2003 ML5             | 26 червня 2003  | Сокорро (Нью-Мексико)     | LINEAR                    |
| (180185) 2003 OO11  | 2003 OO11            | 20 липня 2003   | Паломарська обсерваторія  | NEAT                      |
| (180186) 2003 QZ30  | 2003 QZ30            | 25 серпня 2003  | Сокорро (Нью-Мексико)     | LINEAR                    |
| (180187) 2003 QA32  | 2003 QA32            | 21 серпня 2003  | Паломарська обсерваторія  | NEAT                      |
| (180188) 2003 QX67  | 2003 QX67            | 25 серпня 2003  | Паломарська обсерваторія  | NEAT                      |
| (180189) 2003 QN72  | 2003 QN72            | 23 серпня 2003  | Сокорро (Нью-Мексико)     | LINEAR                    |
| (180190) 2003 QH79  | 2003 QH79            | 25 серпня 2003  | Паломарська обсерваторія  | NEAT                      |
| (180191) 2003 SZ50  | 2003 SZ50            | 18 вересня 2003 | Паломарська обсерваторія  | NEAT                      |
| (180192) 2003 SC53  | 2003 SC53            | 19 вересня 2003 | Паломарська обсерваторія  | NEAT                      |
| (180193) 2003 SX56  | 2003 SX56            | 16 вересня 2003 | Обсерваторія Кітт-Пік     | Spacewatch                |
| (180194) 2003 SK101 | 2003 SK101           | 20 вересня 2003 | Паломарська обсерваторія  | NEAT                      |
| (180195) 2003 SF110 | 2003 SF110           | 20 вересня 2003 | Паломарська обсерваторія  | NEAT                      |
| (180196) 2003 SL110 | 2003 SL110           | 20 вересня 2003 | Паломарська обсерваторія  | NEAT                      |
| (180197) 2003 SB192 | 2003 SB192           | 19 вересня 2003 | Паломарська обсерваторія  | NEAT                      |
| (180198) 2003 SU215 | 2003 SU215           | 24 вересня 2003 | Обсерваторія Галеакала    | NEAT                      |
| (180199) 2003 SK217 | 2003 SK217           | 27 вересня 2003 | Обсерваторія Дезерт-Іґл   | Вільям Йон                |
| (180200) 2003 SC250 | 2003 SC250           | 26 вересня 2003 | Сокорро (Нью-Мексико)     | LINEAR                    |